# Ben Parker (fotbollsspelare)
Benjamin "Ben" Brian Colin Parker, född 8 november 1987 i Pontefract,  är en engelsk professionell fotbollsspelare och försvarsspelare som spelade för Leeds United under 7 år mellan 2005 och 2012 utan att riktigt etablera sig i a-laget mycket på grund av svåra skador. Han är en produkt av Leeds egen ungdomsverksamhet och har, förutom under låneperioder i klubbens regi, aldrig spelat för någon annan klubb. Hans normala position i laget är vänsterback.
Han debuterade för Leeds a-lag som 19-åring i Ligacupen mot Macclesfield den 14 augusti 2007 och ligadebuten fyra dagar senare mot Southend United. 
I april 2012 meddelade Leeds United att klubben inte förlänger kontraktet med Parker och att han därmed är en free agent.